# Norbert Könner

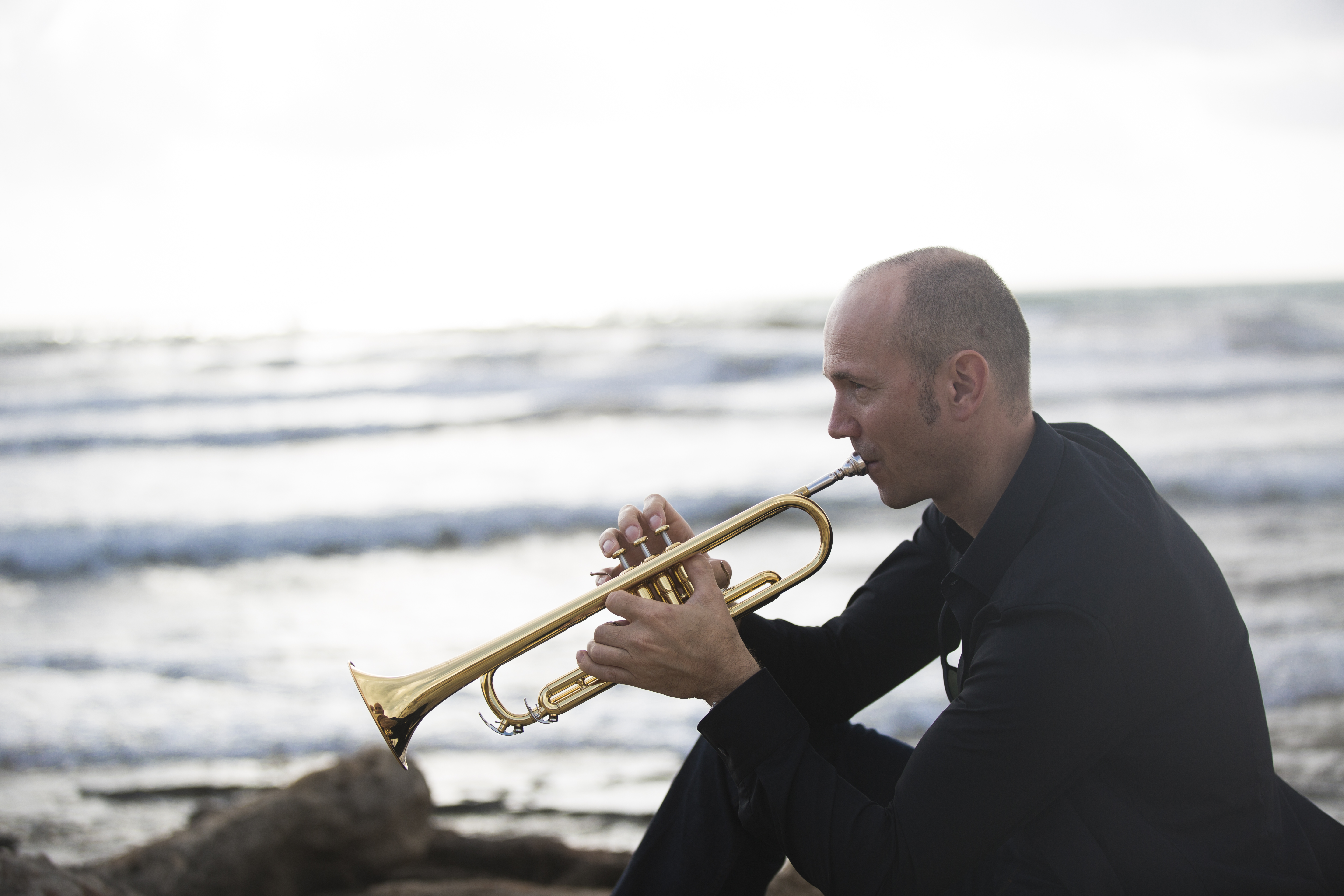
Norbert Könner

Norbert Könner (* 24. Dezember 1966 in Haan (Rheinland)) ist ein deutscher Jazztrompeter und Flügelhornist.

## Leben und Wirken
Könner wuchs in Haan im Kreis Mettmann im Rheinland auf. Nach zwei Jahren Musikunterricht begann er mit elf Jahren Trompete zu spielen. Sieben Jahre erhielt er Unterricht in klassischer Musik bei Trompetern des Ausbildungsmusikkorps der Bundeswehr. Mit 13 Jahren begann er das Ensemblespiel in verschiedenen Orchestern und Bigbands. Hier wirkte er früh auch als Solist mit.
Während des Studiums in Tübingen widmete er sich intensiv der Trompete. Er spielte jährlich ca. 50 Konzerte mit Bigbands und kleinen Besetzungen. Er hatte Auftritte mit Benny Bailey, Bobby Shew, Ack van Rooyen, John Clayton, Jiggs Whigham, Andy Haderer, Dusko Goykovic, Bobby Burgess, Don Rader, Bill Watrous, Wolfgang Haffner, Peter Herbolzheimer, Rainer Tempel. Er spielte bei Aufnahmen mit Jiggs Whigham, Ack van Rooyen, Don Rader, Rainer Tempel, Peter Herbolzheimer. 2007 erhielt Könner als Mitglied der CSM-Bigband den WDR-Jazzpreis.
Seit 2014 spielt er im Soul-Jazz-Quartett FOUR AM als Solist zusammen mit Ralf Stritt, Gregor Kerkmann und Martell Beigang. Könners Interesse gilt ebenso der akustisch-elektronischen Musik, wo er mit der Band Honeymunch aktiv ist. 2021 erschien Kaleidoscope (IRMA Records), eine Trio-Aufnahme im Bereich Spiritual Jazz-Ambient mit Ralf Stritt (el-p) und Andreas Stickel (b). Seit 2023 ist er zudem Mitglied beim Jazz Quintett Five For Jazz. 
2014 startete Könner sein Projekt trumpet-dj, bei dem er live zu elektronischer Musik improvisiert. Unter dem Namen Koenner erschien 2022 sein Konzeptalbum Trip Heat, welches Elemente von Jazz, Elektronik und Ambient verbindet. 2024 folgte die EP Into Dark Blue.
Ebenfalls 2024 erschien in Zusammenarbeit mit dem Produzenten Sound Quelle die EP Kislorod auf dem Label Melody Of The Soul und erreichte bereits nach drei Wochen über 50.000 streams allein auf Spotify.

## Diskographische Hinweise
- 1993: L.E. Bigband feat. Jiggs Whigham, Ack van Rooyen, Don Rader: ...that´s once
- 1995: modern walkin` feat. Norbert Könner: Live in Japan, Satin Doll Productions SDP 1009-1, LC 6311
- 1996: Rainer Tempel Bigband: Vorwärts und Zurück, Mimosa Music, LC 9937
- 1997: CSM Bigband Düsseldorf: Good News
- 1997: Rainer Tempel Bigband: Bigband, Mimosa Music 100400
- 2002: RTB Jazz Orchestra: Love for Sale, Topaz Music 022, LC 09719
- 2003: CSM Bigband Düsseldorf: Lizenz zum Tröten
- 2003: Honeymunch: Solon, Irma Records 512061-2 C
- 2005: Honeymunch: Bunch, Infracom Records IC122-2, LC04596
- 2009: CSM Bigband Düsseldorf: Ein Quantum Ton
- 2021: Honeymunch: Kaleidoscope, Irma Records
- 2022: Koenner: Trip Heat
- 2024: Koenner: Into Dark Blue
- 2024: Sound Quelle und Norbert Koenner: Kislorod, Melody Of The Soul, Soul Sampler II